# Saulges
Saulges – miejscowość i gmina we Francji, w regionie Kraj Loary, w departamencie Mayenne.
Według danych na rok 1990 gminę zamieszkiwały 333 osoby, a gęstość zaludnienia wynosiła 15 osób/km² (wśród 1504 gmin Kraju Loary Saulges plasuje się na 960. miejscu pod względem liczby ludności, natomiast pod względem powierzchni na miejscu 479.).